# 韩笑
韩笑（1929年2月13日—1994年），男，吉林省吉林市人，中国诗人。曾任广州军区政治部文化部副部长。